# Царево
Ца̀рево е град в Югоизточна България, област Бургас. В миналото е известен като Василико̀ и Мичу̀рин. Градът е административен, стопански и културен център на община Царево.
По данни на ГРАО към 15 юни 2024 г. в града живеят 5918 души по настоящ адрес и 6025 души по постоянен адрес.

## География

### Местоположение
Град Царево се намира в подножието на планина Странджа. Разположен е на три малки полуострова и съответно на четири залива, на 15 km североизточно от Ахтопол и на 64 km югоизточно от областния център Бургас. Бреговата ивица е силно разчленена, редуват се скалисти полуострови с неголеми живописни плажове. На юг от града се намира връх Папия с 502 m надморска височина. Планината и морето играят важна роля в развитието на района.

### Климат
| Климатични данни за Царево         | Климатични данни за Царево | Климатични данни за Царево | Климатични данни за Царево | Климатични данни за Царево | Климатични данни за Царево | Климатични данни за Царево | Климатични данни за Царево | Климатични данни за Царево | Климатични данни за Царево | Климатични данни за Царево | Климатични данни за Царево | Климатични данни за Царево | Климатични данни за Царево |
| Месеци                             | яну.                       | фев.                       | март                       | апр.                       | май                        | юни                        | юли                        | авг.                       | сеп.                       | окт.                       | ное.                       | дек.                       | Годишно                    |
| Средни максимални температури (°C) | 6,4                        | 7,7                        | 9,7                        | 14,5                       | 19,5                       | 24,2                       | 27,1                       | 27,1                       | 23,6                       | 18,8                       | 14,4                       | 9,5                        | 16,9                       |
| Средни температури (°C)            | 3,2                        | 4,1                        | 6,2                        | 10,5                       | 15,5                       | 20,2                       | 22,7                       | 23,0                       | 19,8                       | 15,3                       | 10,9                       | 6,2                        | 13,1                       |
| Средни минимални температури (°C)  | −0,2                       | 0,5                        | 2,6                        | 6,8                        | 11,7                       | 15,9                       | 18,3                       | 18,5                       | 15,3                       | 11,7                       | 7,4                        | 2,8                        | 9,3                        |
| Средни месечни валежи (mm)         | 67                         | 53                         | 57                         | 45                         | 46                         | 42                         | 27                         | 29                         | 44                         | 77                         | 88                         | 80                         | 655                        |
| ---------------------------------- | -------------------------- | -------------------------- | -------------------------- | -------------------------- | -------------------------- | -------------------------- | -------------------------- | -------------------------- | -------------------------- | -------------------------- | -------------------------- | -------------------------- | -------------------------- |
| Източник: Stringmeteo.com          |                            |                            |                            |                            |                            |                            |                            |                            |                            |                            |                            |                            |                            |

### Релеф
Морската част на Странджа е сравнително ниска – средно между 100 и 600 метра. Дъбовите гори, които я покриват, са размесени с бук, габър, орех, топола, върба, дива круша, а напоследък и с изкуствено култивиран бор. В тази част на планината добре се развиват и някои средиземноморски и реликтови видове – лаврово дърво, зеленика, лавровишна, т. нар. бясно дърво и др. От субтропичните овощни растения отдавна са разпространени нарът и смокинята. Обработваемите земи – ниви и пасища, са малко и съсредоточени по полегатите южни склонове и в поречията на реките.

### Флора и фауна
Дивечовото богатство на Странджа е значително, а в древността навярно е било много по-голямо. В него са представени всички животински видове, които са познати в българските земи, а от тях дивите свине, сърните, зайците.

## История
През годините градът носи имената: Василико̀ (XII век), Василико̀с (1352 г.), Василико̀ (до 1934 г.), Царево (до 1950 г.) и Мичу̀рин (до 1991 г.).
Има 2 версии за произхода на името Василико. Според една от тях името идва от унищоженото от турците българско село Босилково в Айтоския дял на Източна Стара планина, чиито жители били прогонени преди 200 – 250 години. Част от жителите му, които се спасяват от потурчване, се преселват във Василико. Впоследствие се погърчват след натиск на ахтополския владика. Според друга версия произходът на името Василико е от гръцки – „базилевс“ (βασιλιάς), което в превод на български означава цар. Според привържениците на тази версия тълкуванието идва от турския пътешественик Евлия Челеби, който посочва, че завладяната от Муса Челеби крепост Василикоз била построена от княз Васил – един от внуците на византийския император Константин.
В началото на 1880-те години градът силно пострадва от стихиен пожар и в днешно време се дели на стара и нова част, строена през 1890-те години. В стария квартал има оцелели 30 – 40 къщи и старата църква върху високия нос на южния бряг на залива. Според Карел Шкорпил на носа личали следи от малка крепост, в която някога живеела фамилия на пирати.
След потушаването на Илинденско-Преображенското въстание през 1903 г. Василико попада отново в границите на Османската империя. При избухването на Балканската война през 1912 г. човек от Василико е доброволец в Македоно-одринското опълчение. Окончателно Василико е освободен след Балканската война и през 1913 г. в него се заселват бежанци от Източна Тракия.
През 20-те години е основана горско-производителната кооперация „Дъбрава“. В 1829 г. Василико брои 220 къщи, в 1831 г. – 434 къщи и 1831 жители, а в 1903 г. – 150 къщи. Основното препитание на жителите му е земеделие, скотовъдство, риболов, корабоплаване и лозарство. С финансовата помощ на цар Борис III е построено пристанището, а града преименуван на Царево в негова чест.

## Население
Към 31 декември 2021 г. на територията на Царево живеят по настоящ адрес 5918 души. Гъстотата е 168 души/km².

### Демографско развитие
| \| Година на преброяване \| Численост \| \| --------------------- \| --------- \| \| 1934 \| 1605 \| \| 1946 \| 1960 \| \| 1956 \| 2783 \| \| 1965 \| 3749 \| \| 1975 \| 4440 \| \| 1985 \| 5467 \| \| 1992 \| 6005 \| \| 2001 \| 5877 \| \| 2011 \| 6071 \| \| 2021 \| 6040 \| |           |
| Година на преброяване | Численост |
| 1934 | 1605      |
| 1946 | 1960      |
| 1956 | 2783      |
| 1965 | 3749      |
| 1975 | 4440      |
| 1985 | 5467      |
| 1992 | 6005      |
| 2001 | 5877      |
| 2011 | 6071      |
| 2021 | 6040      |

Според преброяването на населението през 2011 година, етническият състав включва 4045 българи, 27 турци и 330 цигани.

### Побратимени градове
Царево е побратимен град със следните градове:
- Волгаст, Германия

## Икономика и инфраструктура
Риболовът е отрасълът с най-стара история в Царево. Застъпени са дърводобивът и дървообработването.
Организирано промишлено корабостроене съществува от 1941 г., като началото е поставено от Странджанския районен горски кооперативен съюз. В града е построен големият български кораб от дървен материал „Горянин“ – 350 т. След 9 септември 1944 г. корабостроителницата е национализирана и се създава държавно предприятие Прокомбинат (1952), в което има и цех за лодки. През 1962 г. с постановление на ЦК на БКП и Министерски съвет то става Корабостроително предприятие „Странджа“. През 1964 г. е създаден специален цех за обработка на стъклопласт. Произвеждат се катери, рибарски и спасителни лодки, както и спасителни ризи. Построени са 185 риболовни търговски и други плавателни съдове, между които учебния кораб „Вапцаров“, търговските кораби „Люлин, „Брацигово“, „Черноморец“, риболовните – „Бойка“ и „Тракиец“, досовския – „Патриот“, и спуснатия през 1955 г. кораб „Младеж“. След прехода на България към пазарна икономика е проведена приватизация и отрасълът замира.
Туризмът е с традиции още от края на 1960-те, когато градът е обявен за климатичен морски курорт с национално значение. Тук са построени множество почивни лагери и станции на различни организации и предприятия от страната. В днешно време те отстъпват място на новопостроени хотели и вили, които предлагат около 5000 места в хотели и частни квартири.

### Медии
В Царево свободно се приемат: Power FM (88.0), Христо Ботев (90.8), Хоризонт (102.2), БГ Радио (102.9), Дарик (104.1) и Bulgaria ON AIR (105.5) и Радио Фреш (97.4), както и Радио Фокус на 93.4 и 101.4, Energy (101.1) и Авторадио (98.0).

## Култура и забавления
Населението на града изповядва източноправославното християнство.

### Музеи
Историческият музей се намира на ул. „Пенека“ 12, срещу Народно читалище „Георги Кондолов“. Музеят е създаден през 2012 г. и има експозиции, с археологически артефакти и експонати свързани с обредите и традициите на местното население и на прокудените през 1913 г. българи от Одринска Тракия.

### Храмове и манастири
Църквата „Успение Богородично“ самотно се извисява на южния полуостров на града. Построена е през 1831 г., но сегашният ѝ архитектурен образ датира от 1895 г.
На същото място е съществувала по-стара църква с име „Света Троица“. За нея напомнят някои икони от последните десетилетия на XVIII в. Те са от ръката на зографа Йоан от Ахтопол. Форматът на тези икони е по-малък и приспособяването им към нов иконостас говори за съществуването на по-стар такъв. Върху тях са нанасяни и живописни корекции от зографа Г. Поликсоиду. До нас са достигнали икона на свети Никола (1805 г.), патрон на моряците и рибарите, и на Иван Кръстител, почтително надписана от зографа Йоан. Влияние на западния Ренесанс се долавя в сюжета „Архангел Михаил върху главата на Сатаната“. Към описаните образци на странджанската иконна живопис в царевската църква „Света Троица“, трябва да се добавят и творбите на едни от последните зографи Г. Поликсоиду, нарисувал още една „Света Троица“, както и „Успение Богородично“, „Богородица“, „Иисус Христос“ и „Архангел Гавраил“ и „Богородица“ на олтарните двери, датирани от 1895 г. Там може да се види и иконата „Свети Спиридон“ от ръката на Иерудиу Зографоозлу, носеща белезите на залязващото иконописно изкуство.

### Редовни събития
Всяка година в края на май в общината се провеждат празници на изкуствата, а през лятото – Дните на Нептун. По традиция през август се провежда Фестивалът на мановия мед. Рибеният фест е ново събитие в календара на общината, което се организира в почивните дни около празника Съединение на България през месец септември.

### Спорт и спортни съоръжения
Едни от най-практикуваните спортове в града са волейболът и футболът. В историята на училището има записани победи в няколко републикански първенства.

### Кухня
Веян паламуд, солен барбун, чироз (в миналото от черноморска скумрия), чорба от калканска глава, маринован паламуд са част от предлаганите местни ястия.

## Галерия
- Поглед към южния полуостров
- Панорама на Царево
- Нос Арапя
- Пристанище на Царево
- Църква „Успение Богородично“
- Скулптура в центъра на Царево
- Паметник на мястото, където са намерени телата на двама подводничари от съветската подводница С-34

## Личности
Родени в Царево
- Васил Попов, македоно-одрински опълченец, 4-та рота на 5-а Одринска дружина[12]
- Георги Костадинов, български футболист и национален състезател.
- Димитър Кабадаиев, румънски художник – импресионист
- Момчил Иванов, български революционер от ВМОРО, четник на Милан Гюрлуков[13]

Други
- Димитър Т. Димитров, подпоручик от запаса, роден през 1912 година в село Пенека, загинал в Сърбия, погребан в двора на църквата „Свети Цар Борис-Михаил“ в Царево
- Иван Попдимитров, деец на ВМОРО, на 10 януари 1944 година като жител на Царево подава молба за българска народна пенсия, която е е одобрена и пенсията е отпусната от Министерския съвет на Царство България[14]

## Други
На Царево е наречена улица в квартал „Орландовци“ в София (Карта).